# アルジェンテーラ
アルジェンテーラ（イタリア語: Argentera）は、イタリア共和国ピエモンテ州クーネオ県にある、人口約100人の基礎自治体（コムーネ）。

## 地理

### 位置・広がり

#### 隣接コムーネ
隣接するコムーネ（およびフランスのコミューン）は以下の通り。括弧内のFR-04はフランスのアルプ＝ド＝オート＝プロヴァンス県、FR-06はフランスのアルプ＝マリティーム県所属を示す。
- アッチェーリオ
- カノージオ
- Larche (FR-04)
- ピエトラポルツィオ
- Saint-Etienne-de-Tinée (FR-06)

## 行政

### 分離集落
アルジェンテーラには、以下の分離集落（フラツィオーネ）がある。
- Argentera, Bersezio (sede comunale), Ferrere, Le Grange, Severagno, Villaggio Primavera, Prinardo, Serre